# Estádio Olímpico de Canoagem Slalom

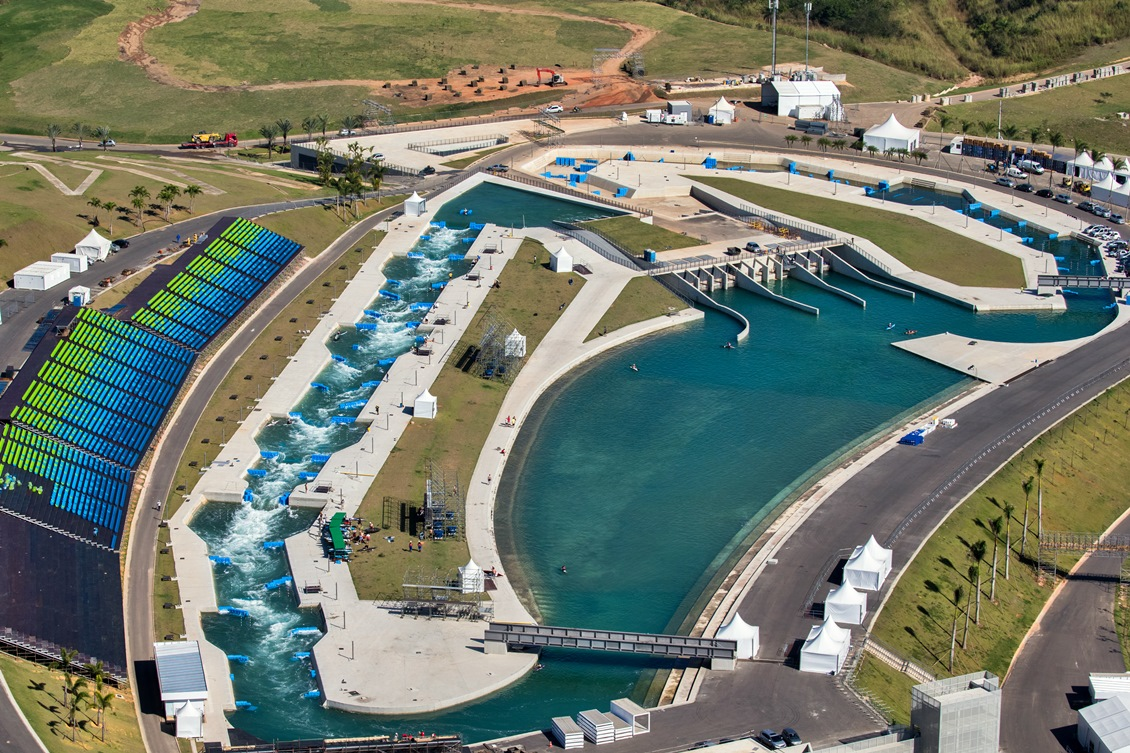
Estádio Olímpico de Canoagem Slalom

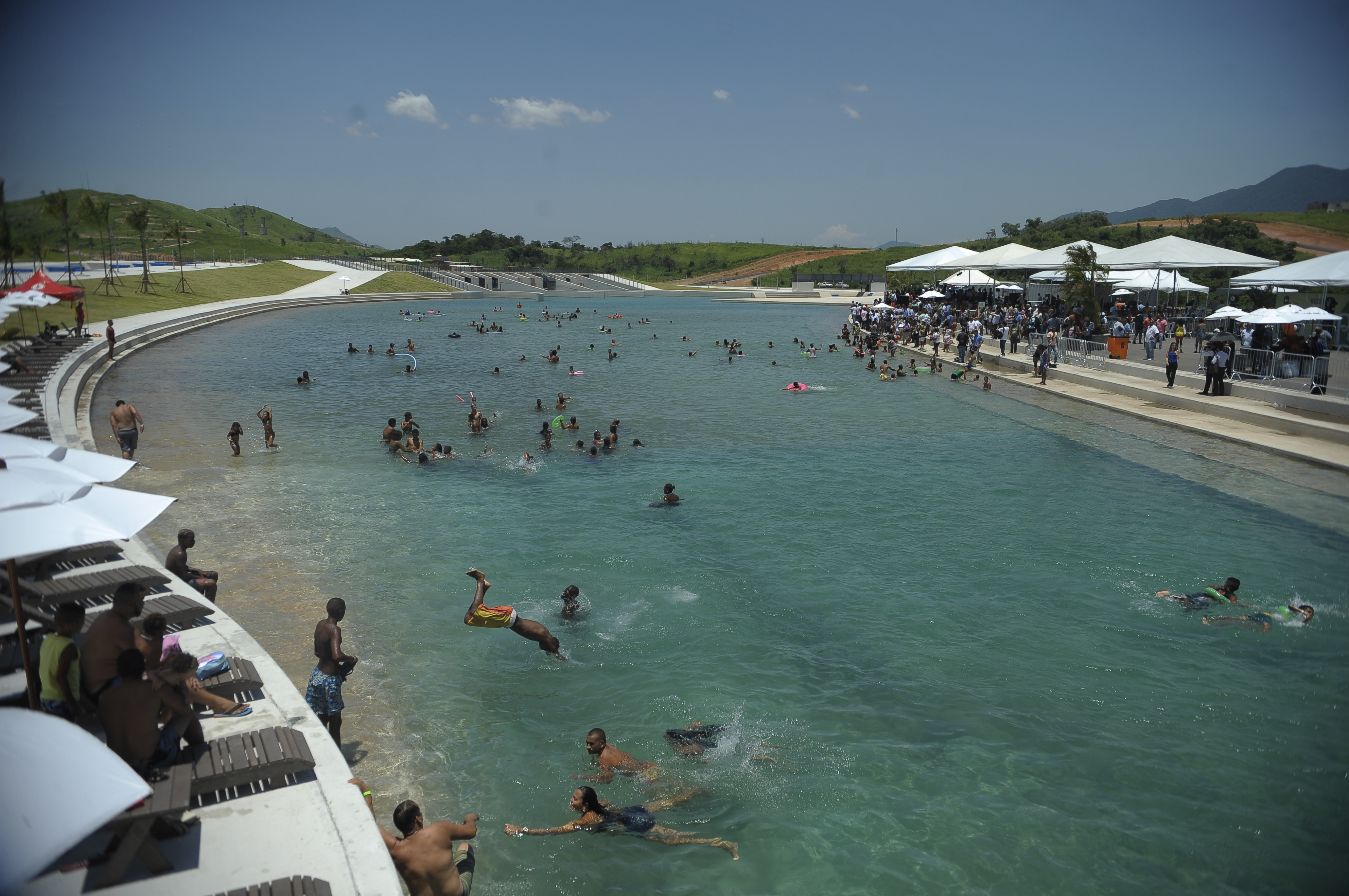
Estádio Olímpico de Canoagem Slalom ook gebruikt als openluchtzwembad

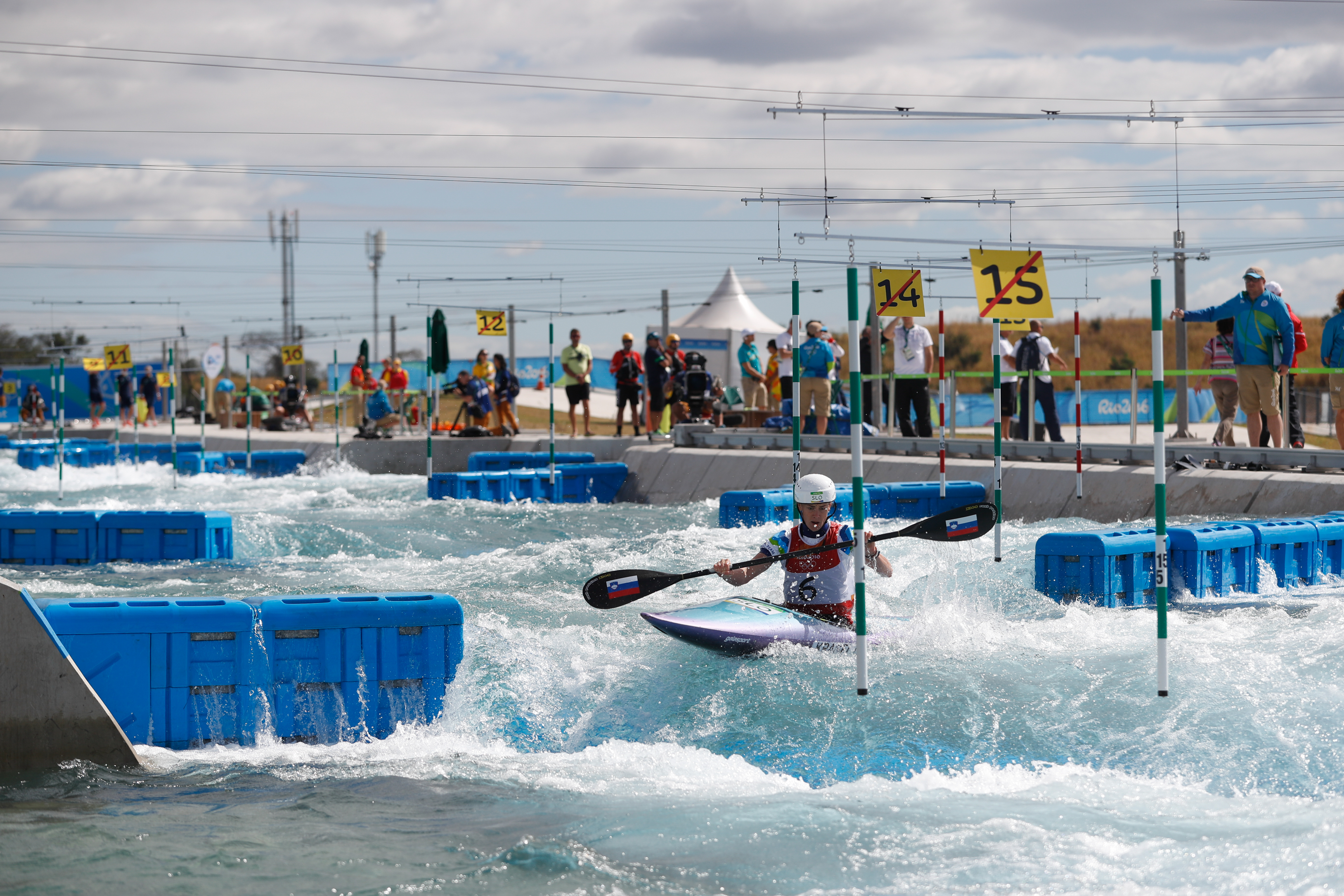
Het Estádio Olímpico de Canoagem Slalom tijdens de competitie

Het Estádio Olímpico de Canoagem Slalom is een kanoslalomstadion dat voor de Olympische Zomerspelen in Rio de Janeiro wordt gebruikt. Er is met een tijdelijk gebouwde zittribune plaats voor 8.424 toeschouwers.
Het ligt in het X-parkgedeelte (of Parque Radical) van het Olympische park Deodoro, in het noordwesten van de stad, in de wijk Deodoro. In het stadion wordt de competitie van de wildwater slalom Kanovaren op de Olympische Zomerspelen 2016 ingericht.
Er zijn twee kanoslalom-parkoers. Het ene is voor competitie, het tweede voor training. Het eerste is 250 meter lang en heeft een verval van 4,5 m en een hellingsgraad van 1,8%, het trainingsparkoers is 200 meter lang, met 2 m verval en 1,0% hellingsgraad. Er zijn zeven pompen beschikbaar die elke 3,0 m³/s water kunnen oppompen. Het debiet langs het competitieparkoers is 12 m³/s, langs het trainingsparkoers is 10 m³/s. De parkoers kunnen verlicht worden en er is een kanolift beschikbaar. De bouw werd in 2014 gestart en op 23 november 2015 afgerond. In de zomer van 2015/16 was het complex al open voor het publiek als openluchtzwembad. Het stadion kostte 118 miljoen Braziliaanse real.
Tegenwoordig ligt het stadion er verlaten bij en is er geen water meer aanwezig.

Plattegrond van het Kanoslalomstadion